# Copestylum schwarzi
Copestylum schwarzi är en tvåvingeart som beskrevs av Charles Howard Curran 1935. Copestylum schwarzi ingår i släktet Copestylum och familjen blomflugor.
Artens utbredningsområde är Venezuela. Inga underarter finns listade i Catalogue of Life.